# Milorad Pavić (entrenador)
Milorad "Miša" Pavić (Valjevo, 11 de novembre de 1921 - Valjevo, 16 d'agost de 2005) fou un futbolista serbi dels anys 1940 i posteriorment entrenador.

## Trajectòria
Com a futbolista jugà a l'Estrella Roja de Belgrad, però en la faceta que més destacà fou en la d'entrenador. Entrenà l'Estrella Roja i el FK Vojvodina al seu país natal. A Bèlgica dirigí el Club Brugge (1967-1969) i Standard Liège (1964-1967, 1985-1986, 1987-1988), a Portugal el SL Benfica (1974-1975) i l'Sporting de Lisboa (1978-1979), i a Espanya l'Athletic Club (1972-1974), el CD Málaga (1975-1977) i el Celta de Vigo (1980-1983). Fou entrenador del RCD Espanyol, essent substituït a la tercera jornada de lliga per Xabier Azkargorta.

## Palmarès
Com a entrenador
Estrella Roja
- 3 Lliga iugoslava de futbol:
  - 1958-59, 1959-60, 1963-64
- 3 Copa iugoslava de futbol:
  - 1958, 1959, 1964

Standard Liege
- 2 Copa belga de futbol:
  - 1966, 1967

Athletic Club
- 1 Copa del Rei de futbol:
  - 1973

Benfica
- 1 Lliga portuguesa de futbol:
  - 1974-75